# Francesco Tornabuoni
Francesco Tornabuoni (Firenze, 1377 – Firenze, 1436 circa) è stato un nobile, mercante e ambasciatore italiano; fu nonno di Lorenzo il magnifico.

## Biografia
Nato a Firenze dalla nobile famiglia Tornabuoni, era figlio di Simone Tornabuoni.
Figura di rilievo nella Firenze del Quattrocento, ricoprì importanti incarichi diplomatici. Gli venne assegnata la prima missione nel 1409 a Pisa. Nel 1424 fu commissario dei fiorentini presso Carlo I Malatesta schierato contro i Filippo Maria Visconti, vittorioso nella battaglia di Zagonara del 28 luglio. Francesco Tornabuoni fu impiegato in patria negli affari riguardanti la guerra contro il ducato di Milano. Nel 1430 fu ambasciatore a Venezia per convincere la Serenissima ad entrare in Lombardia. 
Esercitò il mestiere di mercante, entrando in affari con Cosimo de' Medici. Si rammaricò quando Cosimo nel 1433 venne mandato in esilio e fu tra i fautori del suo rientro l'anno seguente.
Morì fra l'autunno 1434 e il 1° febbraio 1437.

## Discendenza
Francesco si sposò due volte:
1) in prime nozze, nel 1401, con Selvaggia di Maso degli Alessandri (?-19 aprile 1405), dalla quale ebbe:
- Marabotto (15 agosto 1403-1468), sposò Selvaggia Corsini
- Antonio (1405-1468), canonico di Prato e poi di Firenze; cubiculario e cappellano pontificio

2) in seconde nozze, nel 1411, con Nanna di Niccolò Guicciardini (?-5 novembre 1446), dalla quale ebbe:
- Niccolò (1416-1480), uomo d'armi, sposò Lucrezia Martelli
- Filippo (1417-1479), gonfaloniere della Repubblica, sposò Maddalena Bruni; fu loro figlio il cardinal Giuliano Tornabuoni
- Vaggia (1419-dopo il 1462), sposò Roberto di Mancino Sostegni
- Alfonso (1421-9 gennaio 1463)[5]
- Leonardo (1422-1492), sposò Bartolomea (...) (?-1° settembre 1484)[3]
- Dianora (22 aprile 1425-16 marzo 1461), sposò nel 1446 Tommaso Soderini e fu madre di Pier Soderini
- Lucrezia (1427-1482), sposò nel 1444 Piero il Gottoso e fu madre di Lorenzo il magnifico
- Giovanni (1428-1497), banchiere e tesoriere di papa Sisto IV